# クロアチア系ドイツ人
クロアチア系ドイツ人（クロアチアけいドイツじん、クロアチア語: Hrvati u Njemačkoj）はドイツに在住するクロアチア国籍、及びクロアチア系の人々である。2024年にはおよそ435,000のクロアチア人がドイツに在住し、ドイツ最大の外国人コミュニティの一つである。

## 歴史
1960年代、西ドイツで当時のユーゴスラビアから多くの労働者が来て、多くのクロアチア人もドイツに移動。その時代からクロアチアは自身のコミュニティやサッカークラブを結成し、多くのクラブは現在でも活動している。1990年代にユーゴスラビア紛争の時、多くのクロアチア人がドイツに逃げ、1991年にはおよそ2万人のクロアチア人がドイツに亡命。2000年代にもクロアチアに多くの経済問題は発生し、主に多くの若いクロアチア人がドイツに移動。2013年にクロアチアが欧州連合の一部になった時もドイツにクロアチア人の数が増えた。現代にはおよそ43万人のクロアチア人がドイツに住み、旧ユーゴスラビアの国々の中の最大コミュニティであり、バルカン半島からの最大コミュニティの一つでもある。クロアチア人はドイツの南部に多くて、ミュンヘン、シュトゥットガルト、ニュルンベルクに大きなクロアチア人コミュニティがある。ドイツの州ではバイエルン州とバーデン＝ヴュルテンベルク州に最大クロアチア人コミュニティがあり、同州も12万人クロアチア人が在住する。同州はカトリック教が多く、クロアチアの国境が近いことである。多くのクロアチア系ドイツ人はドイツ生まれであり、二重国籍を持っている。それを含むとクロアチア系ドイツ人は50万以上だと推定されている。クロアチア系ドイツ人の中にも様々な有名人が存在し、多くのドイツ人サッカー選手がクロアチア系である。

## 統計
クロアチア人が多い都市
| 順位 | 都市               | 人数   |
| ---- | ------------------ | ------ |
| 1    | ミュンヘン         | 39,600 |
| 2    | フランクフルト     | 16,700 |
| 3    | シュトゥットガルト | 15,300 |
| 4    | ベルリン           | 14,500 |
| 5    | ハンブルク         | 7,100  |
| 6    | ニュルンベルク     | 5,900  |
| 7    | マンハイム         | 4,700  |
| 8    | アウグスブルク     | 4,300  |
| 9    | デュッセルドルフ   | 3,800  |
| 10   | カールスルーエ     | 3,500  |